# Гана (индуизм)
Гана (санскр. गण, IAST: gaṇa) или Ганы — «толпа», «множество», «совокупность», «группа», «община» и т. д.

## В мифологии
В мифологии Гана — свита Шивы. Может состоять как из различных групп божеств, так и из различных существ т. н. демонического плана. Они находятся под начальством Ганеши и обитают на горе Гана-парвата (Кайласа) в Гималаях. Иногда наряду с самим Шивой начальника его свиты именуют также Махакала (санскр. — «маха-кала»; «Великое время»).

### Дева-гана
Гана или «Паривара-девата» (санскр. परीवारदेवता, IAST: parīvāra-devatā, «боги свиты») включает в себя девять групп божеств пантеона Риг-веды. Эти божества выступали как помощники и свита Шивы и обычно возглавляются Ганешей или Андхакой.
- Абхасвары — группа второстепенных богов Риг-веды.
- Адитьи — группа божеств (в Ригведе их семь, в эпический период их число выросло до 12-ти), сыновья Адити и Кашьяпы.[3]
- Анилы — В древнеиндийской мифологии божества ветра. Главный из анил входит в число васу. Анилы принадлежат к гане божеств, которая подчиняется Ганеше и помогает Шиве.[4]
- Васу — группа из восьми (иногда десяти) божеств, упоминаемая в Ведах и описываемая в Пуранах.[3]
- Вишвадевы — группа божеств Риг-веды, управляемая Индрой.[3]
- Махараджики — группа второстепенных богов Ригведы; общие их число может доходить до 250.
- Рудры — группа божеств Риг-веды; божества бури, ветра, грома и молнии. В эпический период определилась группа 11-и имён марутов: Аджа-экапад, Ахир-будхнья, Хара, Ниррита, Ишвара, Бхувана, Ангарака, Ардхакету, Мритью, Сарпа, Капалин (есть другие версии этого списка)
- Садхьи — являются олицетворениями ведийских обрядов и молитв[5].
- Тушиты — (санскр. Tushiâs) — группа второстепенных богов Риг-веды. Обычно их число 32 или 39, но иногда отождествляется с 12-ю Адитья. Согласно Ваю-пуране, Тушиты были сыновьями праджапати Крату[6].

Иногда в состав Ганы также включались:
- Рибху́ (санскр. ऋभु, IAST: ṛbhú, «искусный») — группа божеств, вызывающих плодородие и богатство.[7]
- Мару́ты (санскр. मरुत) — божества бури, ветра, грома и молнии.[3]

### Бхута-гана
Так же есть описание ганы Шивы как собрания всевозможных духов, асуров, пишачей, бхутов, ракшасов и других, сопровождающих Шиву по собственной воле.

## Прочие значения

### В Древней Индии
Термин «Гана» в Древней Индии обозначал различного рода объединения корпоративного типа; оказал сильное влияние на устройство буддийских и джайнийских монашеских орденов, корпораций ремесленников и т. п.

### В астрологии
Группы накшатр, разделенная на три класса и соотнесенная с богами, людьми и ракшасами.